# 内弗卡拉
内弗卡拉（英語：Neferkara I），古埃及早王朝时期第二王朝国王。在位年数不详，记载简略，有待研究。